# فرخنده-توکای صورتی
فرخنده-توکای صورتی یا فرخنده-توکای گلگون (نام علمی: Rhodinocichla rosea) نام یک گونه از خانواده فرخنده است.